# Saint-Jean-du-Castillonnais
Saint-Jean-du-Castillonnais är en kommun i departementet Ariège i regionen Occitanien i södra Frankrike. Kommunen ligger  i kantonen Castillon-en-Couserans som ligger i arrondissementet Saint-Girons. År 2022 hade Saint-Jean-du-Castillonnais 28 invånare.

## Befolkningsutveckling
Antalet invånare i kommunen Saint-Jean-du-Castillonnais
Referens: INSEE